# Gradska (Crna Trava)
Gradska (Crna Trava) (em cirílico: Градска) é uma vila da Sérvia localizada no município de Crna Trava, pertencente ao distrito de Jablanica, na região de Vlasina. A sua população era de 254 habitantes segundo o censo de 2002.

## Demografia
| 1948 | 1953 | 1961 | 1971 | 1981 | 1991 | 2002 | 2011 |
| ---- | ---- | ---- | ---- | ---- | ---- | ---- | ---- |
| 738  | 755  | 867  | 837  | 638  | 434  | 337  | 254  |